# 2,8-二羟基腺嘌呤
2,8-二羟基腺嘌呤是一种含氮有机化合物，分子式C5H5N5O2，属于嘌呤类似物，由于其可溶性较差，在体内堆积会引起2,8-二羟基腺嘌呤尿石症。